# Постолар
Постолар, още Постоларе и Постолари (на гръцки: Άνω Απόστολοι, Ано Апостоли, до 1926 година Αποστολάρ, Апостолар, до 16 май 1928 година Απόστολοι, Апостоли), е село в Гърция, Егейска Македония, в дем Кукуш, в област Централна Македония.

## География
Селото се намира в дъното на Солунското поле, на около 12 km югозападно от град Кукуш (Килкис).

## История

### Античност
В Античността край Постолар се намира селището Морилос, в което е разкрито светилище на Асклепий с няколко важни епиграфски находки.

### В Османската империя
В средата на XV век, около 1450 година, селото се е наричало Апостоли или Палиоклисия и е имало 28 християнски къщи.
Александър Синве („Les Grecs de l’Empire Ottoman. Etude Statistique et Ethnographique“), който се основава на гръцки данни, в 1878 година пише, че в Апостоли (Apostoli), Воденска епархия, живеят 480 гърци. В „Етнография на вилаетите Адрианопол, Монастир и Салоника“, издадена в Константинопол в 1878 година и отразяваща статистиката на населението от 1873 година, Постолар (Postolar) е посочено като селище в каза Аврет Хисар с 56 домакинства, като жителите му са 255 българи. В началото на XX век Постолар е предимно българско село в Кукушка каза на Османската империя. Според Васил Кънчов („Македония. Етнография и статистика“) в 1900 година Постоларъ има 240 жители българи и 50 цигани. Цялото село на практика е под върховенството на Българската екзархия. По данни на секретаря на Българската екзархия Димитър Мишев („La Macédoine et sa Population Chrétienne“) в 1905 година в селото (Postoular) има 288 българи екзархисти и в него работи едно българско училище с един учител и 27 ученици.
При избухването на Балканската война в 1912 година седем души от Постолар са доброволци в Македоно-одринското опълчение.

### В Гърция
След Междусъюзническата война Постолар попада в Гърция. Боривое Милоевич пише в 1921 година („Южна Македония“), че Постолари има 20 къщи „славяни християни“ и 8 цигани християни. Цялото му население бяга в България по време на Междусъюзническата война. Мнозинството от постоларци са заселени в Струмица и в струмишкото село Иловица. В 1913 година се води напуснато. Тук са заселени гърци бежанци от Източна Тракия и гъркомани от Струмичко. Струмичките гъркомани частично се връщат и в селото са заселени още източнотракийски гърци. В 1926 година селото е прекръстено на Апостоли. На 16 май 1928 година то е прекръстено отново на Ано Апостоли (тоест Горно Апостоли) и на запад от него е признато ново бежанско селище Долно Постолар (Като Апостоли).
В 1928 година Горно Постолар е представено като чисто бежанско със 125 бежански семейства и 411 души общо, а Долно Постолар е представено като чисто бежанско със 131 бежански семейства и 482 души общо.
На 16 октомври 1940 година около гробището на Постолар е признато ново бежанско селище – Средно Постолар (Меси Апостоли).
В 1987 година гробищният храм на Постолар „Успение Богородично“ от ΧΙΧ век, вече в Средно Постолар, е обявен за защитен паметник.
Населението произвежда предимно жито.
| Година    | 1913 | 1920 | 1928 | 1940 | 1951 | 1961 | 1971 | 1981 | 1991 | 2001 | 2011 | 2021 |
| --------- | ---- | ---- | ---- | ---- | ---- | ---- | ---- | ---- | ---- | ---- | ---- | ---- |
| Население | 0    | 111  | 442  | 456  | 442  | 502  | 339  | 432  | 307  | 348  | 267  | 202  |

## Личности
Родени в Постолар
- Андон Трайков Терзиев (1873 – след 1943), български революционер от ВМОРО
- Доне Янов, български революционер от ВМОРО, четник на Аргир Манасиев[21]
- Йордан Григоров (1892 – ?), македоно-одрински опълченец, 3 рота на 3 солунска дружина[22]
- Коле Минев (Кольо Минов, 1877 или 1892 – ?), македоно-одрински опълченец, 4 рота на 3 солунска дружина, носител на орден „За храброст“ IV степен[23]
- Костас Килтидис (p. 1956), гръцки политик
- Кръсто Гогов (Гегов, 1870 – ?), македоно-одрински опълченец, Кукушка чета, Нестроева рота на 14 воденска дружина[24]
- Милан Постоларски (1897 – 1944), български революционер, войвода на ВМРО
- Мино Иванов (1874 – ?), четник на Аргир Манасиев[25]
- Петре Дельов (1879 – ?), македоно-одрински опълченец, Кукушка чета[26]
- Петър Велев (Петър Вельов, 1877 – ?), македоно-одрински опълченец, Кукушка чета, 14 воденска дружина[27]
- Петър Трайков (1883 – ?), македоно-одрински опълченец, четата на Георги Мончев[28]
- Теодорос Парастатидис (р. 1952), гръцки политик, роден в Горно Постолар
- Христо Трайков Стамболиев – Малкия, български анархист, убит от българската полиция през май 1925 година при разпити[29]